# Parallelia rectivia
Parallelia rectivia là một loài bướm đêm trong họ Erebidae.